# Siegesbrunnen (Halle)

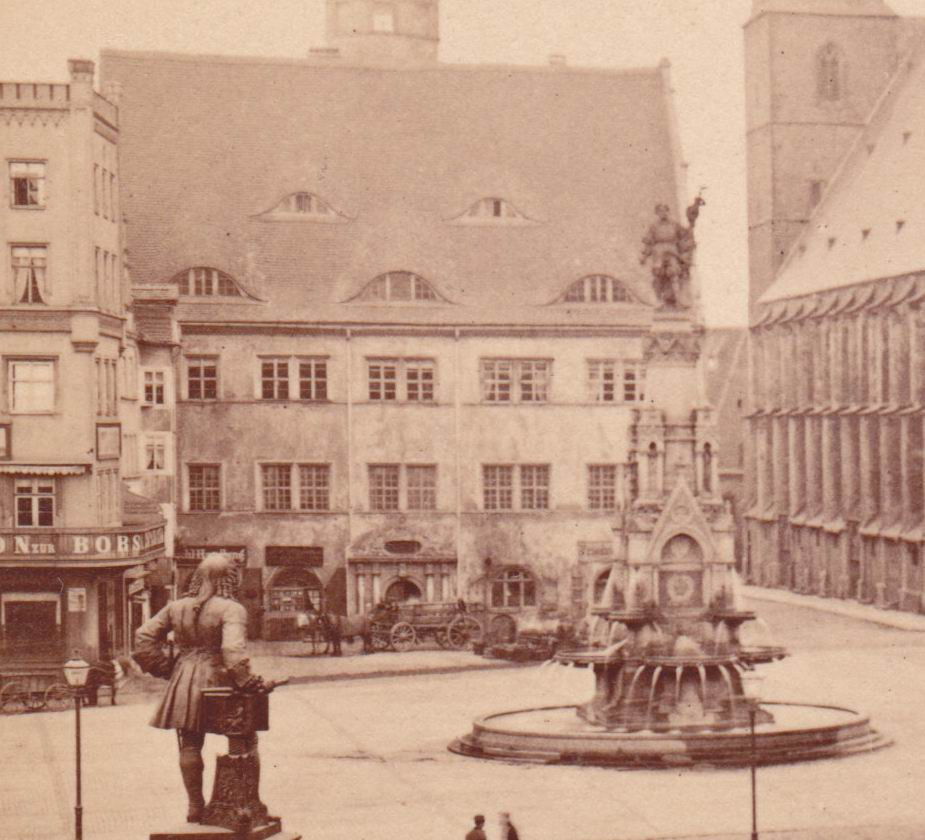
Siegesbrunnen (rechts; 1885)

Marktplatz mit dem Siegesbrunnen (1902)

Der Siegesbrunnen war ein Kriegerdenkmal und Springbrunnen in Halle (Saale).

## Geschichte
Auf dem halleschen Marktplatz gab es seit dem Mittelalter die verschiedensten Brunnenanlagen. In der Südwestecke war dies zunächst der Melusinebrunnen, im 19. Jahrhundert dann ein von Löwen flankierter Brunnen aus dem Jahr 1823. Die Löwenplastiken von Johann Gottfried Schadow befinden sich seit dem Jahr 1868 vor dem Hauptgebäude der Martin-Luther-Universität, weshalb dieses heute Löwengebäude heißt. Der Röhrenbrunnen wurde durch die Marktfontaine ersetzt, die die erfolgreiche Inbetriebnahme des Wasserwerks in Beesen sichtbar machen sollte.
Bereits im Jahr 1871 wurde ein erstes Denkmal für den gerade erst beendeten Deutsch-Französischen Krieg auf dem Nordfriedhof von Halle errichtet. Im Laufe des Jahrzehnts kam aber die Idee eines weiteren Denkmals auf und mit dem Industriellen Carl Adolf Riebeck fand sich ein Geldgeber, der wesentlich zur Finanzierung des repräsentativen Siegesbrunnens auf dem Marktplatz beitrug (Standort Markt: ). Der Stadtrat beschloss die Errichtung im Jahr 1875 und rief am Sedantag zur Spendensammlung auf. Zudem wurde eine Lotterie mit den mehr als 500 eingegangenen Sachspenden veranstaltet. An dem zulassungsbeschränkten Gestaltungswettbewerb nahmen Hugo Wrede, Stadtbaumeister von Merseburg, und Franz Schmitz (Köln), der gerade den Siegesbrunnen in Lübeck fertiggestellt hatte, teil. Gewinner war allerdings Hubert Stier aus Hannover.
Die bekrönende Figur sollte wie schon bei der Siegessäule Fritz Schaper erschaffen. Der hallesche Baumeister Hermann Keferstein wurde mit der Ausführung des architektonischen Teils beauftragt. Die Grundsteinlegung erfolgte am 22. März 1877, die Einweihung am 22. September 1878. Erinnern sollte es an die 71 im Deutsch-Französischen Krieg in den Jahren 1870 und 1871 gefallenen Hallenser. Spätestens ab dem Jahr 1923 wurde der Denkmalbrunnen seitens der Stadt als störend empfunden. Zunächst sollte er einem Umformer weichen, gegen den es aber Proteste gab, so dass er 1924 am Hallmarkt unterhalb der Marktkirche errichtet wurde (siehe Umspannwerk Hallmarkt).
Im Zuge der Umgestaltung des Marktplatzes wurde der Brunnen schließlich im September 1926 unter der Aufsicht von Wilhelm Jost auf den Platz am Steintor versetzt, wo er bis zum Ende des Zweiten Weltkriegs stand (Standort Steintor: ). Ähnlich wie die Siegessäule und das Kaiser-Wilhelm-Denkmal wurde der Siegesbrunnen durch die Sowjetische Militäradministration in Deutschland zerstört, weil die Kontrollratsdirektive Nr. 30 in der Sowjetischen Besatzungszone auch auf Denkmäler aus der Zeit vor 1914 angewandt wurde. Das Brunnenbecken blieb dort auch nach der Beseitigung erhalten und wurde im Jahr 1965 Standort eines Wasserspiels, das wiederum 50 Jahre später während der Neugestaltung des Steintorplatzes beseitigt wurde, so dass seit dem Jahr 2016 keine Reste des Siegesbrunnens mehr erhalten sind. Auf dem Markt befinden sich heute in der Nähe des ehemaligen Bereichs des Siegesbrunnens der Golde-Sole-Brunnen und ein Geoskop.

## Beschreibung
Die Gedenkanlage bestand aus einem runden Brunnenbecken, in der an einem Ständer auf zwei Etagen kreisförmige Brunnenschalen versetzt angeordnet waren. In dem oberen Becken stand ein neugotisches Postament, aus dem eine Fiale emporstieg, auf der die Figur eines Landsknechts stand. Die oberen Brunnenschalen waren kleiner als die unteren und zwischen ihnen waren Nischen zu finden, die von Wimpergen überdacht wurden. Diese Wimperge waren mit Kreuzblumen und Krabben verziert, in den Nischen fanden sich die Namen der Gefallenen. Die Fiale wurde im unteren Bereich von Tabernakeln flankiert und oben von einem Knospenfries und einem Ziergiebelkranz abgeschlossen. Für die Sockel auf den Säulentabernakeln waren Adler vorgesehen, die aber nicht finanziert werden konnten.
Als bekrönende Figur war zunächst eine Germania vorgesehen, da diese bereits als Entwurf von Fritz Schaper existierte. Letztendlich entschied man sich aber für die Darstellung eines ruhmreichen Kriegers aus der Zeit Ulrich von Huttens. Die Hallische Zeitung schrieb zu diesem von Riebeck gewünschten und finanzierten Motiv: „So steht der deutsche Krieger, das Reichswappen auf der Brust, das im Kampfe gezogene Schwert noch in der Rechten, Trophäen bringend, in Manneskraft und Freude, wie auf den Zinnen eines eroberten Bollwerks, den Sieg verkündend“. Die Kunsthistoriker Dieter und Angela Dolgner beschrieben die überlebensgroße Figur im Jahr 2001 hingegen als „künstlerisch mißlungen“. „Ihr monumentaler Maßstab ist peinlich“ und „ihr trockener, penibler Naturalismus, der im Detail vor keiner grotesken Entgleisung zurückschreckt, mit einem raumgreifenden, herrischen Auftrumpfen“ versehen, schrieben sie weiterhin.
Das Denkmal zählt zu einer Gruppe von repräsentativen Gedenkanlagen des Deutschen Kaiserreiches, die in Halle entstanden und zu denen die Siegessäule (1872), das Zwei-Kaiser-Denkmal (1890) an den Klausbergen, das Kaiser-Wilhelm-Denkmal am heutigen Hansering (1901) und das Bismarckdenkmal in Kröllwitz (1907) gehören. Keines dieser Denkmäler stand länger als bis zum Jahr 1946.